# Donrath
Donrath ist ein Stadtteil von Lohmar im Rhein-Sieg-Kreis in Nordrhein-Westfalen.

## Geographie
Donrath liegt im Südwesten von Lohmar. Umliegende Ortschaften und Weiler sind Heppenberg im Nordwesten, Wielpütz, Scheiderhöhe, Besenbroich und Ungertz im Norden, Naaferberg, Ellhausen, Halberg und Höngen im Osten, Weegen und Lohmar-Ort im Süden sowie Meigermühle und Sottenbach im Westen.
Donrath wird von der Agger durchflossen. Ebenfalls fließen die orographisch linken Nebenflüsse der Agger, der Hasselsiefen und der Ellhauser Bach durch Donrath und münden auf Donrather Gebiet in die Agger.

## Geschichte
Bis zum 1. August 1969 gehörte der Ort zu der bis dahin eigenständigen Gemeinde Halberg.

## Verkehr
- Donrath liegt an den Bundesstraßen 484 und 507, den Landesstraßen 288 und 84 sowie der Kreisstraße 37.
- Der Bahnhof in Rösrath liegt nahe zu Donrath. Auch der ICE-Bahnhof in Siegburg ist gut erreichbar.
- Donrath gehört zum Tarifgebiet des Verkehrsverbund Rhein-Sieg (VRS).
- Der Bürgerbus Lohmar, Linie 2 verkehrt in Donrath[5]

## Persönlichkeiten
- Albert und Maria Meier, Widerstandskämpfer und „Gerechte unter den Völkern“
- Käthe Overath, Widerstandskämpferin in der Zeit des Nationalsozialismus, „Gerechte unter den Völkern“